# Потанина, Елена Александровна
Елена Александровна Потанина (род. 20 ноября 1987, Новосибирск) — российский автор и продюсер телевизионных программ. С 2006 года — член Элитарного клуба «Что? Где? Когда?», с 2007 года — капитан команды.

## Биография
Родилась 20 ноября 1987 года в Новосибирске. Родители — Ольга Потанина и Александр Потанин. Когда Елене было 3 года, она вместе с семьёй переехала в Одессу.

## Профессиональная карьера
Окончила Одесский национальный университет имени И. И. Мечникова. Специальность — правоведение, специализация — уголовное право, процесс, криминалистика.
C 2008 по 2009 годы — редактор украинской версии программы «Что? Где? Когда?» (производство телекомпании «Игра-Украина» по лицензии телекомпании «Игра-ТВ»). В 2009—2010 годах — редактор по работе с командами в программе «Брэйн ринг» (производство телекомпании «Игра-ТВ»).
В 2012—2014 годах работала на телеканале «Russia Today» в Москве. Автор и продюсер социального проекта «Трезвый взгляд», реализованного совместно с Минздравсоцразвития России.
Продюсер документальных фильмов «Люди, сделавшие Землю круглой» (вышел в эфир Первого канала 22—23 февраля 2015 года), «Самый умный небоскрёб» и др.
Автор сценария и продюсер фильмов «Алтай. Путешествие к центру Земли», «Полярное братство», «Гвардии Камчатка». Учредитель компании-производителя фильмов ООО «ДокуМенталист».

## «Что? Где? Когда?»
Дебютировала в телепередаче «Что? Где? Когда?» в 2006 году в составе женской сборной (капитан — Ксения Накладова). С 2007 по 2011 годы являлась капитаном команды, в составе которой также играли Дмитрий Панайотти, Сергей Макаров, Эдуард Шагал, Михаил Малкин и Сергей Николенко. В семи играх Потанина была признана лучшим игроком команды.
31 мая 2015 года вместе с новой командой — сборной телевизионных клубов «Что? Где? Когда?» сумела привести команду к победе, отыгравшись со счёта 2:5. В составе команды находились: Михаил Карпук (Минск), Андрей Коробейник (Таллин / Пярну), Роман Оркодашвили (Баку), Ия Метревели (Тбилиси), Айк Казазян (Ереван) и капитан — Елена Потанина (Одесса).
Является, по словам Бориса Крюка, первым и единственным капитаном, которому удалось выиграть игру, использовав правило «Минута в кредит» — при этом она добилась такого результата дважды (последний случай произошёл 31 мая 2015 года).
В спортивной версии «Что? Где? Когда?» играет с 11 лет. В школьные годы — многократный чемпион Украины по игре «Что? Где? Когда?» и «Брэйн-ринг», капитан команды. В 2009 году сборная команда России под руководством Елены Потаниной стала победителем Кубка наций по игре «Что? Где? Когда?», проходившего в Кирове. В 2010 году приняла участие в чемпионате мира по игре «Что? Где? Когда?» в Эйлате (Израиль) в составе сборной команды Элитарного клуба.
Главный организатор IX чемпионата мира по «Что? Где? Когда?» в Одессе (16—18 сентября 2011 года) и XI чемпионата мира по «Что? Где? Когда?» в Дубне (13—15 сентября 2013 года). Организатор ежегодных суточных марафонов по игре «Что? Где? Когда?». Вела открытые игры на Тверской улице Москвы 8 и 9 сентября 2018 года, 7 и 8 сентября 2019 года (на День города), 1 и 2 января 2019 года (новогодние).
Капитан сборной России по «Брэйн-рингу», участвовавшей в 2016 году в III турнире на Кубок Президента Азербайджана. В её состав входили: Елизавета Овдеенко, Михаил Карпук, Михаил Мун, Борис Белозеров, Владимир Антохин.

## Иные телевизионные проекты
Являясь одним из наиболее ярких игроков телеигры «Что? Где? Когда?», Потанина была приглашена в другие телевизионные программы, в частности, «Самый умный» (2008), «Детские шалости», «Большие гонки», «Кто хочет стать миллионером?».
В 2011 году в паре с Ильёй Новиковым принимала участие в проекте «Жестокие игры», где показала весьма высокий уровень физической и психологической подготовки.